# Ticorea tubiflora
Ticorea tubiflora är en vinruteväxtart som först beskrevs av A.C. Smith, och fick sitt nu gällande namn av R.E. Gereau. Ticorea tubiflora ingår i släktet Ticorea och familjen vinruteväxter. Inga underarter finns listade i Catalogue of Life.